# 15384 Самкова
15384 Самкова (15384 Samková) — астероїд головного поясу, відкритий 26 вересня 1997 року.
Тіссеранів параметр щодо Юпітера — 3,270.